# Élections territoriales de 1952 au Dahomey
Les élections territoriales de 1952 au Dahomey se déroulent le 30 mars afin de pourvoir les 50 sièges de l'Assemblée territoriale du Dahomey.
Sur les trente conseillers de l'Assemblée précédente, seuls dix membres sortants sont réélus lors ces élections.
La liste de l’Union pour la défense des intérêts généraux du Dahomey (DIGD) s'adjuge 12 sur les 18 sièges disponibles au premier collège et le parti républicain dahoméen (PRD) de Sourou Migan Apithy remporte 19 des 32 sièges du second collège. Ce dernier devient président de l'Assemblée territoriale et Hubert Maga, dirigeant du Groupement ethnique du Nord-Dahomey (GEND), est un des vice-présidents.

## Évolution
En vertu de la loi française n° 52-130 du 6 février 1952, le Conseil général, instauré en 1946, se mue en Assemblée territoriale, avec un mode de double collège électoral restant inchangé.
L'institution est élargie et comporte dorénavant 50 membres au lieu de 30, dont 18 sont élus par le premier collège (citoyens de statut civil français) et 32 par le second collège (citoyens de statut personnel).

## Système électoral
Les représentants de l'Assemblée territoriale sont élus au scrutin de liste majoritaire à un tour sans vote préférentiel, ni panachage et sans liste incomplète.
Les sièges sont attribués dans chaque circonscription électorale entre les différentes listes suivant la règle de la plus forte moyenne. Les circonscriptions électorales sont, elles, déterminées par les circonscriptions administratives (cercles et régions).
Pour le premier collège, plusieurs circonscriptions administratives peuvent constituer une seule circonscription électorale et pour le second, chaque circonscription administrative comptant plus de 450 000 habitants constitue une circonscription électorale distincte.
Le nombre de conseillers à élire dans chaque circonscription électorale est proportionnel au chiffre de la population, avec minimum d’un conseiller par circonscription.

## Répartition des sièges
| Circonscriptions électorales                             | Nb de sièges |
| -------------------------------------------------------- | ------------ |
| 1re circonscription : Porto-Novo                         | 3            |
| 2e circonscription : Cotonou                             | 9            |
| 3e circonscription : Ouidah, Mono                        | 2            |
| 4e circonscription : Abomey, Savalou                     | 1            |
| 5e circonscription : Parakou, Djougou, Natitingou, Kandi | 3            |
| Total                                                    | 18           |

| Circonscriptions électorales | Nb de sièges |
| ---------------------------- | ------------ |
| Porto-Novo                   | 7            |
| Cotonou                      | 2            |
| Ouidah                       | 3            |
| Mono                         | 5            |
| Abomey                       | 4            |
| Savalou                      | 2            |
| Parakou                      | 2            |
| Djougou                      | 2            |
| Natitingou                   | 3            |
| Kandi                        | 2            |
| Total                        | 32           |

## Liste des candidats
| Premier collège,                                                                        | Premier collège, |
| 1re circonscription : Porto-Novo                                                        | 1re circonscription : Porto-Novo |
| --------------------------------------------------------------------------------------- | --- |
| Union pour la défense des intérêts généraux du Dahomey                                  | - R.P. Arthur Chauvin - Victor d’Assomption - Francis Covi |
| Défense des intérêts économiques                                                        | - Jean Sournis - Émile Poisson - Louis Ignacio-Pinto |
| 2e circonscription : Cotonou                                                            | |
| Liste indépendante pour la défense des intérêts généraux du Territoire                  | - Jean Agier - Marcel Henry - Albert Farner - Cosme Sant'Anna - Édouard Richard - Vincent Durand - André Vouge - Gilbert Ménard - Antoine Vieira da Silva                        |
| Union pour la défense des intérêts généraux                                             | - Paul Hazoumé - R.P. Jacques Bertho - Robert-Henri Chaux - Jean Luiggi - Jean da Costa Soarès - Édouard Dunglas - Cyrille Agbo Toglossou - Bernard d'Almeida - Albert d'Almeida |
| 3e circonscription : Ouidah-Mono                                                        | |
| Parti républicain dahoméen (PRD)                                                        | - Anatole Coyssi - Georges-Louis Valette |
| Union économique et sociale (BPA)                                                       | - Paul Martin - Jacob Adégoun |
| Union française                                                                         | - Roland-Henri Caron - Côme Victor d’Almeida |
| Liste pour la défense des intérêts économiques et sociaux des cercles de Ouidah et Mono | - Moïse Durand - Émile Derlin Zinsou |
| 4e circonscription : Abomey-Savalou                                                     | |
| Indépendant                                                                             | - Jean-Jacques Bonneveau |
| Action sociale et économique (BPA)                                                      | - Louise Poisson, née Martial |
| 5e circonscription Parakou-Djougou-Natitingou-Kandi                                     | |
| Liste Centre Union                                                                      | - Raphaël Moretti - Frédéric Guérin - Gratien Vieyra |
| Liste indépendante des intérêts du Nord du Territoire                                   | - François Mounié - Jean Moretti - Louis Raymond |
| Défense des intérêts du Nord-Dahomey                                                    | - Norbert Delatre - Vincent Henri - Gontier Philippe |
|                                                                                         | |
| Second collège                                                                          | |
| Circonscription d'Abomey                                                                | |
| Défense des intérêts économiques et sociaux du cercle d’Abomey                          | - Justin Ahomadegbé - Victorien Féliho - Olivier Agbohoui - Rémy Atchamou |
| PRD                                                                                     | - Paulin Ahoyo - Ignace Déhou Yahoué - Grégoire Laleyé - Bruno Agossou Tohoungodo                                                                                                |
| Indépendants                                                                            | - Vincent Féliho - Joseph Bokononhui - Étienne Sossou - Séverin K. Glélé |
| Circonscription d'Athiémé                                                               | |
| PRD                                                                                     | - Michel Noudéhou - Antoine Mensah - Robert Gnonnou - Antoine Fidégnon - Benoît Zocli                                                                                            |
| UPD                                                                                     | - Augustin Azango - Adrien Degbey - Pascal Sodohoué - Pierre Vieira - Benjamin Dotouvi                                                                                           |
| Bloc populaire africain (BPA)                                                           | - Mensah - Nathaniel Johnson - Paul Hindjinou - Gilbert Soukpo - Losavi Agbogba                                                                                                  |
| Circonscription de Cotonou                                                              | |
| PRD                                                                                     | - Raphaël Vigan - Sébastien Dassi |
| Indépendants de Cotonou                                                                 | - Julien Alapini - Ferdinand Laleyé |
| Liste d'action sociale et populaire                                                     | - Joachim Sinzogan - Guillaume Fagbamigbé |
| Circonscription de Djougou                                                              | |
| Groupement Nord-Dahomey                                                                 | - Tahirou Congacou - René Deroux |
| Circonscription de Kandi                                                                | |
| Groupement Nord-Dahomey                                                                 | - Alhadji Sylla - Saïbou Rouga |
| Indépendants des partis politiques                                                      | - André Oumar Sankaré - Jérôme Kandissounon |
| Circonscription de Natitingou                                                           | |
| Groupement Nord-Dahomey                                                                 | - Hubert Maga - Pierre Bagri - Lafia Morat |
| Circonscription de Ouidah                                                               | |
| Union pour le développement économique et social de Ouidah Allada                       | - Albert Akindès - Antoine d’Assomption - Denis Diogo |
| PRD                                                                                     | - Étienne Agbo Toglossou - Moreira Pinto - Martin Zonon |
| Union des particuliers autochtones                                                      | - Clément Gbédolo - Louis Chodaton - Prosper Fio |
| Circonscription de Parakou                                                              | |
| Indépendants du Nord-Dahomey                                                            | - Chabi Mama - Amon Maurice |
| Apparentés aux Indépendants d'Outre-Mer                                                 | - Ferdinand Nobre - Tobou Gassari |
| Apparentés au Groupement Ethnique du Nord-Dahomey                                       | - Frédéric Sacca - Bio Youssouf |
| Groupement Ethnique du Nord-Dahomey                                                     | - Moussa Baba - Adam Sonon |
| Circonscription de Porto-Novo                                                           | |
| Action économique et sociale                                                            | - Victor-Louis Patterson - Charles-Théodore Rey - Emmanuel Radji - Philippe do Rego - Félix Degbogbahoun - Louis Kéké - François Ahouandjinou                                    |
| PRD                                                                                     | - Sourou Mignan Apithy - Amzat Sani Agata - Michel Ahouanmènou - Amzat Bissiriou - Oké Assogba - Jean-Baptiste Kayossi - Robert Adamon                                           |
| Rénovation et Union Populaire                                                           | - Crespin Paraiso - Philippe Dovoédo - Lucien Dominique - Emmanuel Ahounou - Martin Abialla - Antoine Adeyé - Moïse Gbénou                                                       |
| Circonscription de Savalou                                                              | |
| Groupement Nord-Dahomey                                                                 | - Abel Dossa Doumatey - Aklombessi Faustin Gbaguidi |
| UPD                                                                                     | - Benoît Capo-Chichi - Jérôme Okambawa |
| Union dahoméenne                                                                        | - Dominique Aplogan - Alexandre Oguidan Francisco |
| PRD                                                                                     | - Léonard Atégui Batcho - Boni Mamadou Olou |

## Résultats

### Par circonscription
| Circonscriptions | Inscrits | Votes valides | PRD     | PRD    | GEND    | GEND   | DIESCA  | DIESCA |
| Circonscriptions | Inscrits | Votes valides | % votes | Sièges | % votes | Sièges | % votes | Sièges |
| ---------------- | -------- | ------------- | ------- | ------ | ------- | ------ | ------- | ------ |
| Porto-Novo       | 83 918   | 29 910        | 85,52   | 7      |         |        |         |        |
| Cotonou          | 12 300   | 6 215         | 46,02   | 2      |         |        |         |        |
| Ouidah           | 21 429   | 7 401         | 45,02   | 3      |         |        |         |        |
| Athiémé (Mono)   | 41 513   | 14 793        | 67,15   | 5      |         |        |         |        |
| Abomey           | 38 499   | 12 122        |         |        |         |        | 47,74   | 4      |
| Savalou          | 37 630   | 13 407        | 42,60   | 2      | 13,52   | 0      |         |        |
| Parakou          | 13 590   | 5 207         |         |        | 66,08   | 2      |         |        |
| Djougou          | 19 379   | 15 842        |         |        | 100     | 2      |         |        |
| Natitingou       | 33 590   | 18 896        |         |        | 88,89   | 3      |         |        |
| Kandi            | 20 561   | 5 998         |         |        | 60,07   | 2      |         |        |
| Total            | 322 409  | 129 791       |         | 19     |         | 9      |         | 4      |

| Circonscriptions et partis    | Inscrits | Suffrages exprimés | Particip. | Votes  | %      | Sièges |
| ----------------------------- | -------- | ------------------ | --------- | ------ | ------ | ------ |
| SUD                           |          |                    |           |        |        |        |
| Porto-Novo                    | 83 918   | 29 910             | 35,64     |        |        |        |
| PRD                           |          |                    |           | 25 579 | 85,52  | 7      |
| Autres partis                 | 4 331    | 14,48              |           |        |        |        |
|                               |          |                    |           |        |        |        |
| Cotonou                       | 12 300   | 6 215              | 50,53     |        |        |        |
| PRD                           |          |                    |           | 2 860  | 46,02  | 2      |
| Autres partis                 | 3 355    | 53,98              |           |        |        |        |
|                               |          |                    |           |        |        |        |
| Ouidah                        | 21 429   | 7 401              | 34,54     |        |        |        |
| PRD                           |          |                    |           | 3 332  | 45,02  | 3      |
| Autres partis                 | 4 069    | 54,98              |           |        |        |        |
|                               |          |                    |           |        |        |        |
| Athième (Mono)                | 41 513   | 14 793             | 35,63     |        |        |        |
| PRD                           |          |                    |           | 9 933  | 67,15  | 5      |
| Union progressiste dahoméenne | 4 347    | 29,39              |           |        |        |        |
| Bloc populaire africain       | 513      | 3,47               |           |        |        |        |
|                               |          |                    |           |        |        |        |
| CENTRE                        |          |                    |           |        |        |        |
| Abomey                        | 38 499   | 12 122             | 31,49     |        |        |        |
| DIESCA                        |          |                    |           | 5 787  | 47,74  | 4      |
| PRD                           | 4 785    | 39,47              |           |        |        |        |
| Indépendants                  | 1 196    | 9,87               |           |        |        |        |
| Autres partis                 | 354      | 2,92               |           |        |        |        |
|                               |          |                    |           |        |        |        |
| Savalou                       | 37 630   | 13 407             | 35,63     |        |        |        |
| PRD                           |          |                    |           | 5 711  | 42,60  | 2      |
| Union progressiste dahoméenne | 5 421    | 40,43              |           |        |        |        |
| GEND                          | 1 813    | 13,52              |           |        |        |        |
| Autres partis                 | 462      | 3,45               |           |        |        |        |
|                               |          |                    |           |        |        |        |
| NORD                          |          |                    |           |        |        |        |
| Parakou                       | 13 590   | 5 207              | 38,31     |        |        |        |
| GEND                          |          |                    |           | 3 441  | 66,08  | 2      |
| Indépendants du Nord-Dahomey  | 1 030    | 19,78              |           |        |        |        |
| Autres partis                 | 736      | 14,13              |           |        |        |        |
|                               |          |                    |           |        |        |        |
| Djougou                       | 19 379   | 15 842             | 81,75     |        |        |        |
| GEND                          |          |                    |           | 15 842 | 100,00 | 2      |
|                               |          |                    |           |        |        |        |
| Natitingou                    | 33 590   | 18 896             | 56,25     |        |        |        |
| GEND                          |          |                    |           | 16 797 | 88,89  | 3      |
| Autres partis                 | 2 099    | 11,11              |           |        |        |        |
|                               |          |                    |           |        |        |        |
| Kandi                         | 20 561   | 5 998              | 29,17     |        |        |        |
| GEND                          |          |                    |           | 3 603  | 60,07  | 2      |
| Indépendants                  | 2 395    | 39,93              |           |        |        |        |
|                               |          |                    |           |        |        |        |
| Total                         | 322 409  | 129 791            | 40,26     |        |        | 32     |

### Par parti
|                           |                                                                |         |       |        |     |  |  |  |  |
| Partis                    | Partis                                                         | Votes   | %     | Sièges | +/- |  |  |  |  |
| Premier collège           |                                                                |         |       |        |     |  |  |  |  |
|                           | Union pour la défense des intérêts généraux du Dahomey         | 484     |       | 12     | Nv  |  |  |  |  |
|                           | Centre Union                                                   | 79      |       | 3      | Nv  |  |  |  |  |
|                           | Union pour la défense des intérêts économiques et sociaux      | 61      |       | 2      | Nv  |  |  |  |  |
|                           | Indépendants                                                   | 326     |       | 1      | 1   |  |  |  |  |
|                           | Autres partis                                                  |         |       | 0      |     |  |  |  |  |
|                           |                                                                |         |       |        |     |  |  |  |  |
| Suffrages exprimés        |                                                                |         |       |        |     |  |  |  |  |
| Votes blancs et invalides |                                                                |         |       |        |     |  |  |  |  |
| Total                     | Total                                                          | 1 338   | 100   | 18     | 6   |  |  |  |  |
| Inscrits / participation  | Inscrits / participation                                       | 2 130   | 62,82 |        |     |  |  |  |  |
|                           |                                                                |         |       |        |     |  |  |  |  |
| Second collège            |                                                                |         |       |        |     |  |  |  |  |
|                           | Parti républicain dahoméen                                     | 52 200  |       | 19     | Nv  |  |  |  |  |
|                           | Groupement ethnique du Nord-Dahomey                            | 41 496  |       | 9      | Nv  |  |  |  |  |
|                           | Défense des intérêts économiques et sociaux du cercle d'Abomey | 5 787   |       | 4      | Nv  |  |  |  |  |
|                           | Union progressiste dahoméenne                                  | 9 768   |       | 0      | 20  |  |  |  |  |
|                           | Indépendants                                                   | 4 621   |       | 0      | 2   |  |  |  |  |
|                           | Bloc populaire africain                                        | 513     |       | 0      | 6   |  |  |  |  |
|                           | Autres partis                                                  | 15 406  |       | 0      |     |  |  |  |  |
|                           |                                                                |         |       |        |     |  |  |  |  |
| Suffrages exprimés        | Suffrages exprimés                                             | 129 791 |       |        |     |  |  |  |  |
| Votes blancs et invalides |                                                                |         |       |        |     |  |  |  |  |
| Total                     | Total                                                          | 129 791 | 100   | 32     | 14  |  |  |  |  |
| Inscrits / participation  | Inscrits / participation                                       | 322 409 | 40,26 |        |     |  |  |  |  |

## Conseillers territoriaux élus
| Cyrille Agbo Toglossou       | Contrôleur principal des transmissions                      |  |  |
| Jacques Bertho               | Missionnaire                                                |  |  |
| Jean-Jacques Bonneveau       | Agent des PTT                                               |  |  |
| Arthur Chauvin               | Missionnaire                                                |  |  |
| Robert-Henri Chaux           | Ingénieur                                                   |  |  |
| Francis Covi                 | Instituteur                                                 |  |  |
| Albert d'Almeida             | Commis expéditionnaire                                      |  |  |
| Bernard d'Almeida            | Commerçant                                                  |  |  |
| Jean da Costa Soarès         | Administrateur de la FOM                                    |  |  |
| Victor d'Assomption          | Médecin                                                     |  |  |
| Moïse Durand                 | Ecclésiastique                                              |  |  |
| Frédéric Guérin              | Docteur en médecine                                         |  |  |
| Paul Hazoumé                 | Conseiller de l'Union française                             |  |  |
| Jean Luiggi                  | Avocat                                                      |  |  |
| Mensah                       | Syndicaliste                                                |  |  |
| Raphaël Moretti              | Adjoint des Services civils                                 |  |  |
| Gratien Vieyra               | Chef de gare                                                |  |  |
| Émile Derlin Zinsou          | Médecin, vice-président de l'Assemblée de l'Union française |  |  |
|                              |                                                             |  |  |
| Second collège               |                                                             |  |  |
| Candidat                     | Profession                                                  |  |  |
| Robert Adamon dit Chakibou   | Contrôleur de produits                                      |  |  |
| Étienne Agbo Toglossou       | Médecin                                                     |  |  |
| Olivier Agbohoui             |                                                             |  |  |
| Justin Ahomadegbé            | Médecin                                                     |  |  |
| Michel Ahouanmènou           | Instituteur                                                 |  |  |
| Amzat Sani Agata             | Commerçant                                                  |  |  |
| Sourou Migan Apithy          | Comptable                                                   |  |  |
| Rémy Atchamou                | Commis auxiliaire                                           |  |  |
| Oké Assogba                  | Instituteur                                                 |  |  |
| Moussa Baba                  | Gérant des PTT                                              |  |  |
| Pierre Bagri                 | Catéchiste                                                  |  |  |
| Léonard Atégui Batcho        | Commis de la SCOA                                           |  |  |
| Amzat Bissiriou              | Commerçant                                                  |  |  |
| Sébastien Dassi              | Instituteur                                                 |  |  |
| René Deroux                  | Médecin                                                     |  |  |
| Victorien Féliho dit Déjhoué | Commerçant                                                  |  |  |
| Antoine Fidégnon             | Inspecteur de police                                        |  |  |
| Robert Gnonnou               | Transitaire                                                 |  |  |
| Tahirou Congacou             | Instituteur                                                 |  |  |
| Jean-Baptiste Kayossi        | Infirmier                                                   |  |  |
| Hubert Maga                  | Instituteur                                                 |  |  |
| Antoine Mensah dit Beauclair | Secrétaire de chef de canton                                |  |  |
| Lafia Morat                  | Employé de commerce                                         |  |  |
| Michel Noudéhou              | Moniteur                                                    |  |  |
| Boni Mamadou Olou            | Instituteur                                                 |  |  |
| Joseph Pinto                 | Instituteur                                                 |  |  |
| Saïbou Rouga                 | Chef supérieur Peul                                         |  |  |
| Adam Sonon                   | Commerçant                                                  |  |  |
| Alhadji Sylla                | Commis expéditionnaire                                      |  |  |
| Raphaël Vigan                | Commerçant                                                  |  |  |
| Benoît Zocli                 | Commis                                                      |  |  |
| Martin Zonon                 | Gérant de la John Holt                                      |  |  |

## Composition du bureau
Élu le 16 avril 1952, le bureau de l'Assemblée territoriale est composé comme suit :
| Président       | Sourou Migan Apithy                                           |
| Vice-présidents | Hubert Maga, Robert-Henri Chaux et Jean Luiggi                |
| Secrétaires     | Sébastien Dassi, Tahirou Congacou et Antoine Mensah-Beauclair |

## Analyse
Ces élections mettent en exergue l'émergence d'un triumvirat et l’importance de l'aspect régional, essentiellement dû à des raisons ethniques, avec la liste de Sourou Migan Apithy gagnant la quasi-totalité de ses sièges (17 sur 19) grâce au Sud, celle d’Hubert Maga décrochant l'entièreté de ses sièges au Nord enfin Justin Ahomadegbé et sa liste locale, Défense des intérêts économiques et sociaux du cercle d'Abomey (DIESCA), raflant leurs quatre sièges au centre.